# Sagesse du dégoût
La sagesse du dégoût (anglais : wisdom of repugnance, ou parfois yuck factor, soit littéralement, facteur beurk) est l'idée selon laquelle une réaction instinctivement négative (comme le dégoût) envers un objet, une idée ou un comportement peut être interprétée comme la preuve de ce que cette chose est intrinsèquement nuisible ou mauvaise. De plus, l'expression se réfère à l'idée que l'on éprouve du dégoût face à une situation immorale, même si ce dégoût n'est pas raisonné.

## Origine et utilisation
L'expression « wisdom of repugnance » (litt. sagesse de la répugnance) fut créée en 1997 par  Leon Kass (en), directeur (de 2001 à 2005) du Conseil de bioéthique à la Présidence (en), dans un article de The New Republic, article développé davantage en 2001 dans le même magazine, et inclus en 2002 dans son livre Life, Liberty, and the Defense of Dignity (La Vie, la Liberté, et la défense de la Dignité). Kass y affirmait que le dégoût n'était pas un argument en soi, mais continuait en déclarant que « dans certains cas critiques, ... la répugnance est l'expression émotionnelle d'une sagesse profonde, qui ne peut s'exprimer complètement par le raisonnement ».

## Critiques
L'idée que la réaction de rejet viscérale contiendrait une forme de sagesse a été critiquée, à la fois comme un raisonnement fallacieux faisant appel à l'émotion et comme impliquant un rejet du rationalisme. Bien que la psychologie évolutionniste considère que le dégoût est probablement apparu comme un mécanisme de défense, empêchant ou interdisant des comportements potentiellement nuisibles comme le cannibalisme ou la coprophagie[réf. souhaitée], les psychologues sociaux doutent que les réactions instinctives puissent servir de guide moral loin du contexte où elles ont été acquises.
Ainsi, Martha Nussbaum s'oppose explicitement au concept d'une morale basée sur le dégoût. Nussbaum remarque qu'à travers l'Histoire, la répulsion  a servi de justification aux persécutions, en particulier au racisme, à l'antisémitisme, au sexisme et à l'homophobie.
Stephen Jay Gould fait remarquer que « nos préjugés l'emportent souvent sur nos informations limitées. Ils sont tellement une seconde nature et si anciens et instinctifs que nous ne prenons jamais le temps de reconnaître leur statut de décisions sociales, auxquelles il existe des alternatives radicales, et nous les voyons au contraire comme des vérités fondamentales et évidentes. ».
Le bioéthicien britannique John Harris a répondu aux idées de Kass en affirmant qu'« il n'y a pas nécessairement de relation entre les phénomènes, les attitudes ou les actions qui nous mettent mal à l'aise ou même qui nous répugnent et ces phénomènes, ces attitudes, et ces actions pour lesquels il existe de bonnes raisons de les juger contraires à l'éthique unethical. Il n'est pas non plus évident que les choses dont nous sommes convaincus qu'elles sont immorales devraient être interdites par la législation ou la réglementation. ».